# Hidrazin
Hidrazin (H2N-NH2, diamin, diazin) (hidr- + franc. azote: dušik) je otrovna (i kancerogena) bezbojna uljasta dimljiva tekućina bazična karaktera koja ima miris po amonijaku. Spada u kemijsku skupinu diamina. Čisti hidrazin je bezbojna tekućina koja vrije pri 113,5°C, a pri oko 250°C se raspada na amonijak i dušik. U kiselim je otopinama jako oksidirajuće, a u lužnatim dosta jako reducirajuće sredstvo. Burno reagira s porozivnim i oksidirajućim tvarima. S aldehidima i ketonima daje kristalizirane, teško topljive spojeve hidrazone.

Vrlo je topljiv u vodi, pa se obično upotrebljava u vodenoj otopini, hidrazin hidrat (N2H4 x H2O).
Od hidrazina se najčešće upotrebljavaju:
- Fenilhidrazin (C6H5NHNH2) i supstituirani fenilhidrazini, čiji su produkti poznati kao fenilhidrazoni,
- Semikarbazid (semikarbazin, H2NNHCONH2), a produkti su poznati kao semikarbazoni.

Hidrazin nastaje redukcijom amonijaka. Iako reagira s aldehidima i ketonima, konačan produkt ne mora biti tipičan. Supstituirani hidrazini koji imaju jednu slobodnu amino-grupu (grupu NH2) ponašaju se pravilno, analogno hidroksilaminu.

## Opasnosti
- nadražljivac - lužnat - izaziva kemijske opekline
- sistemski otrov - oštećuje jetru i razara eritrocite

Oznake opasnosti:
- K,T,N, Karc II

Dijamant opasnosti:
- 3-3-2

## Primjena
Međuprodukt je u mnogim sintezama, služi kao sredstvo za redukciju, u fotografiji, proizvodnji zrcala, bojila, ljekova, herbicida, insekticida, umjetnih guma, eksploziva, te kao inhibitor korozije i raketno gorivo.